# Gareth McGrillen
Gareth McGrillen (ur. 16 października 1982 w Perth) – australijski gitarzysta basowy, producent muzyczny i DJ. 
W 2002 roku wraz z Robem Swirem i Paulem "El Hornet'em" Hardingiem założył rockowo-elektroniczny zespół Pendulum. W 2011 wraz ze Swirem założył duet EDM Knife Party.